# Miniworld Rotterdam

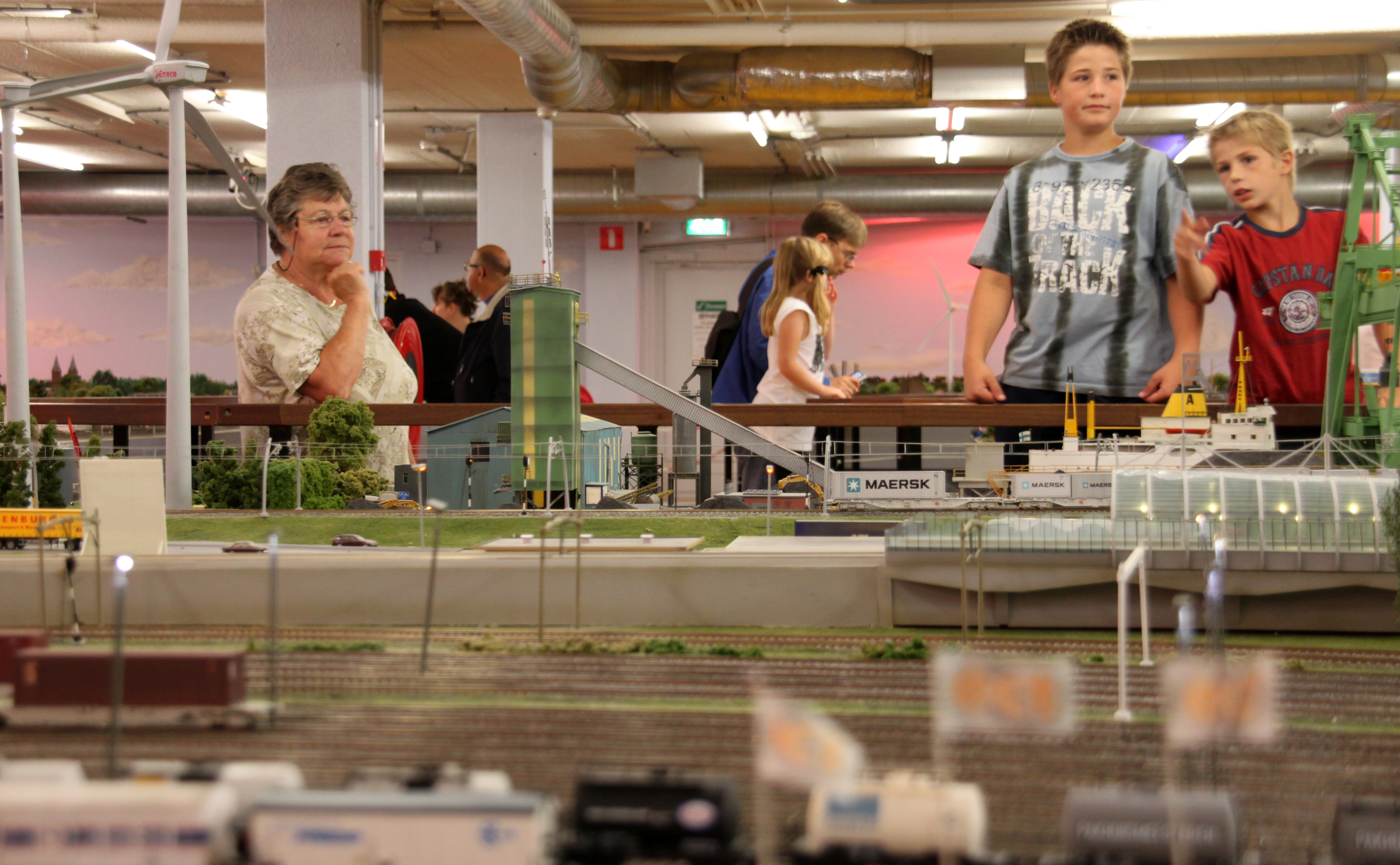
Miniworld Rotterdam wordt veel bezocht door kinderen met (groot)ouders.

Miniworld Rotterdam is de grootste overdekte miniatuurwereld van Nederland met een voorlopige oppervlakte van 600 m2 in schaal 1:87 (H0). De attractie heette voorheen Railz Miniworld. De naam is veranderd op 27 april 2012.
De attractie is gevestigd aan het Weena in Rotterdam, op loopafstand van het Centraal Station. De bouw van Miniworld startte in april 2006, waarna de attractie geopend werd op 30 maart 2007. Een belangrijk onderdeel van deze permanente tentoonstelling van modelspoorbanen is modelspoor en een diversiteit aan modelbouw, van gedetailleerde landschapsbouw tot maquettebouw.
Miniworld Rotterdam kent een eigen tijd. Een dag duurt daar veel korter dan in de rest van de wereld, namelijk maar 24 minuten. Daarna wordt het nacht en fonkelen duizenden lampjes in het donker. Na vier minuten ontwaakt men daar, waarna alles weer in beweging komt. Met een geluidseffect wordt aangekondigd wanneer de hal donker gaat worden, zodat mensen hier niet van kunnen schrikken. Ook wordt de hal vlak voor en na de "nacht" rood verlicht. Dit is een simulatie van de zonsondergang en de zonsopgang.

## Landen & thema's

### Nederlandse thema's

#### Kust & polder
Een landschap van ruim 100 m2 met typisch Nederlandse kust- en polderlandschappen waar vroeger en nu naadloos in elkaar overlopen. Hier zijn een moderne spoorlijn en een nostalgische museumlijn te zien. Het landschap is geïnspireerd door de Nederlandse kust en polders in een straal van 70 km rond Rotterdam. De steden heten hier: Zeshuizen, Sluishoek, Leckenzijl en Marendam. Ook is in dit deel van de miniatuurwereld het thema watermanagement verwerkt met diverse windmolens en gemalen uit diverse tijdperken. Recreatieoord Hoek van Holland uit 1923 heeft een plek in de duinen bij het strand gekregen.

#### Wereldhaven Maasmond
De Rotterdamse haven is de inspiratie voor het havengebied van Miniworld Rotterdam. Bijna alle typen havens die te vinden zijn in en rondom Rotterdam komen terug op de modelbaan: een containerhaven, een tankopslagterminal, de stadshavens, een levensmiddelenhaven, een droogdok en een petrochemische industrie zijn nagebouwd op een oppervlakte van circa 120 m2.

#### Hooghburgt
De middelgrote stad, die 100 m2 beslaat, is geïnspireerd op voorsteden van Rotterdam, zoals Schiedam, Vlaardingen, Capelle aan den IJssel, Hoogvliet en Spijkenisse. In en rondom deze stad liggen 4 spoortrajecten. In een station met perrons van circa 6 meter komen een moderne spoorlijn en de havenspoorlijn samen. Door de stad heen loopt een RET-metrolijn. Net buiten de stad loopt de HSL.

#### Rotterdam in miniatuur
Dit deel is geïnspireerd door de stad Rotterdam, veel hoogbouw en moderne architectuur. Echter is ook een deel gewijd aan het vooroorlogse Rotterdam. De Nieuwe Maas en de Erasmusbrug ontbreken niet. Een van de pronkstukken van dit bouwdeel is de maquette van het nieuwe Station Rotterdam Centraal. Deze is 4 x 9 meter groot en laat alle vormen van openbaar vervoer zien zoals: bussen, trams en metro's van RET, de passagierstreinen van NS, de hogesnelheidstreinen van de HSL en goederenvervoer. Het station in Miniworld was zes jaar eerder af dan het echte station dat op een steenworp afstand van de attractie staat. In Miniworld opende het station in 2008, terwijl het echte Centraal Station in 2014 werd geopend. Daarnaast zijn delen van de Maasboulevard, de Kop van Zuid, het Noordereiland en Delfshaven nagebouwd of als inspiratie gekozen. Ook Rotterdam in miniatuur is continu in beweging. Braakliggende kavels worden volgebouwd. Oude gebouwen moeten plaats maken voor nieuwe. De bouw van dit deel (ruim 200 m2 groot) is in oktober 2007 begonnen en het is op 10 juli 2009 geopend.

### Groot-Brittannië
Sinds september 2014 is men begonnen met de uitbreiding van het complex met 190 m2, die het thema Groot-Brittannië omvat. Hier wordt eveneens in de schaal 1:87 (HO) aandacht besteed aan landschappen, belangrijke gebouwen, spoorbanen en wegen in Engeland, Schotland en Wales. Er zijn 12 spoortrajecten, 8 wegtrajecten, meer dan 30 bruggen en viaducten, en een 2,6 meter hoge berg die is gelegen in het Schotse gedeelte. Tot uiting worden gebracht de krijtrotsen aan de Engelse kust, het glooiend heuvellandschap in Midden-Engeland, de bergen van de Schotse Highlands, de steencirkels, kenmerkende bouwwerken vanaf de Middeleeuwen en de Industriële Revolutie tot heden, en historische spoorlijnen. Op 6 mei 2019 werd dit deel van Miniworld opengesteld voor het publiek om de bouwvorderingen te volgen.

## Fotogalerij

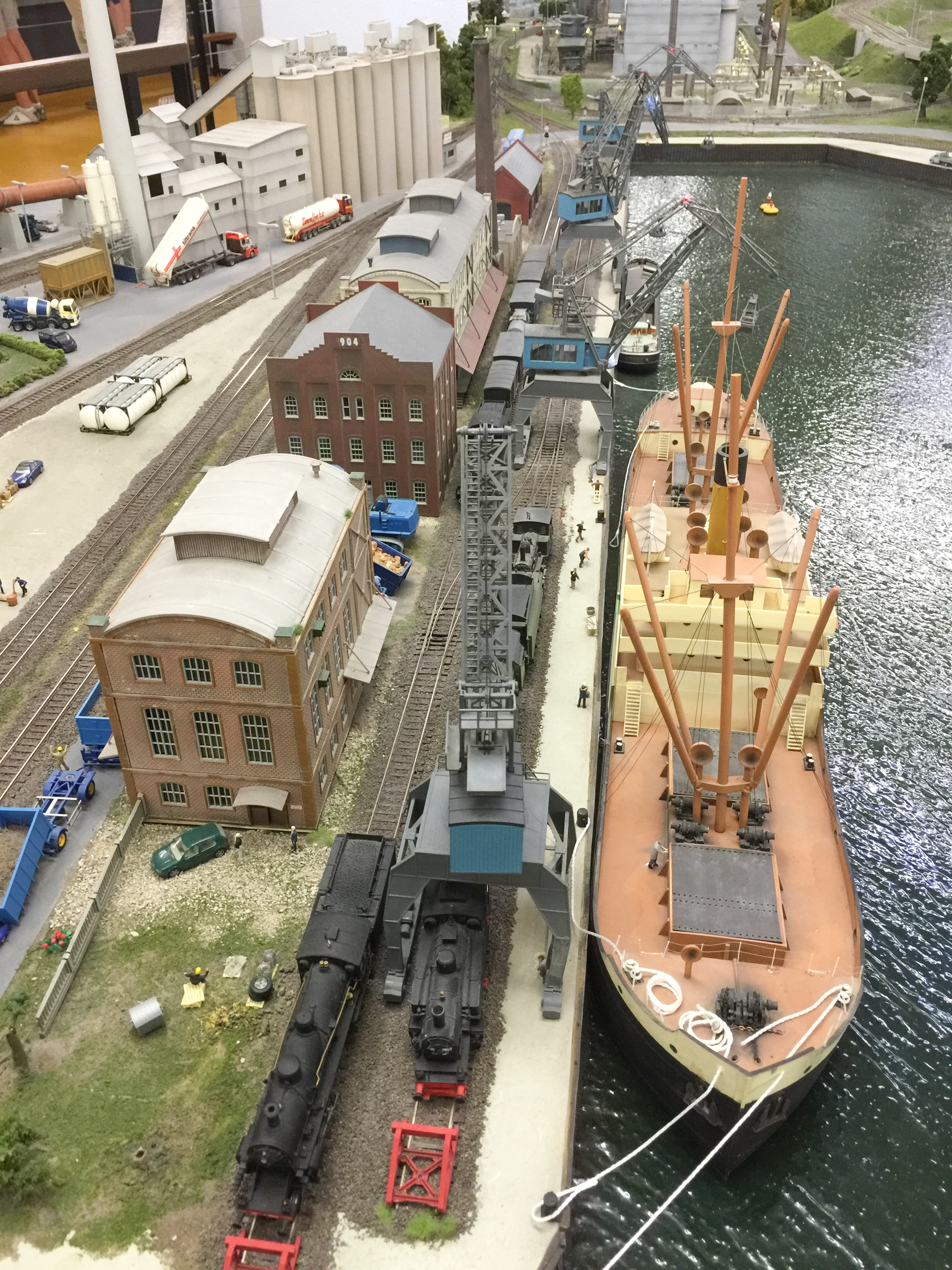
Haven
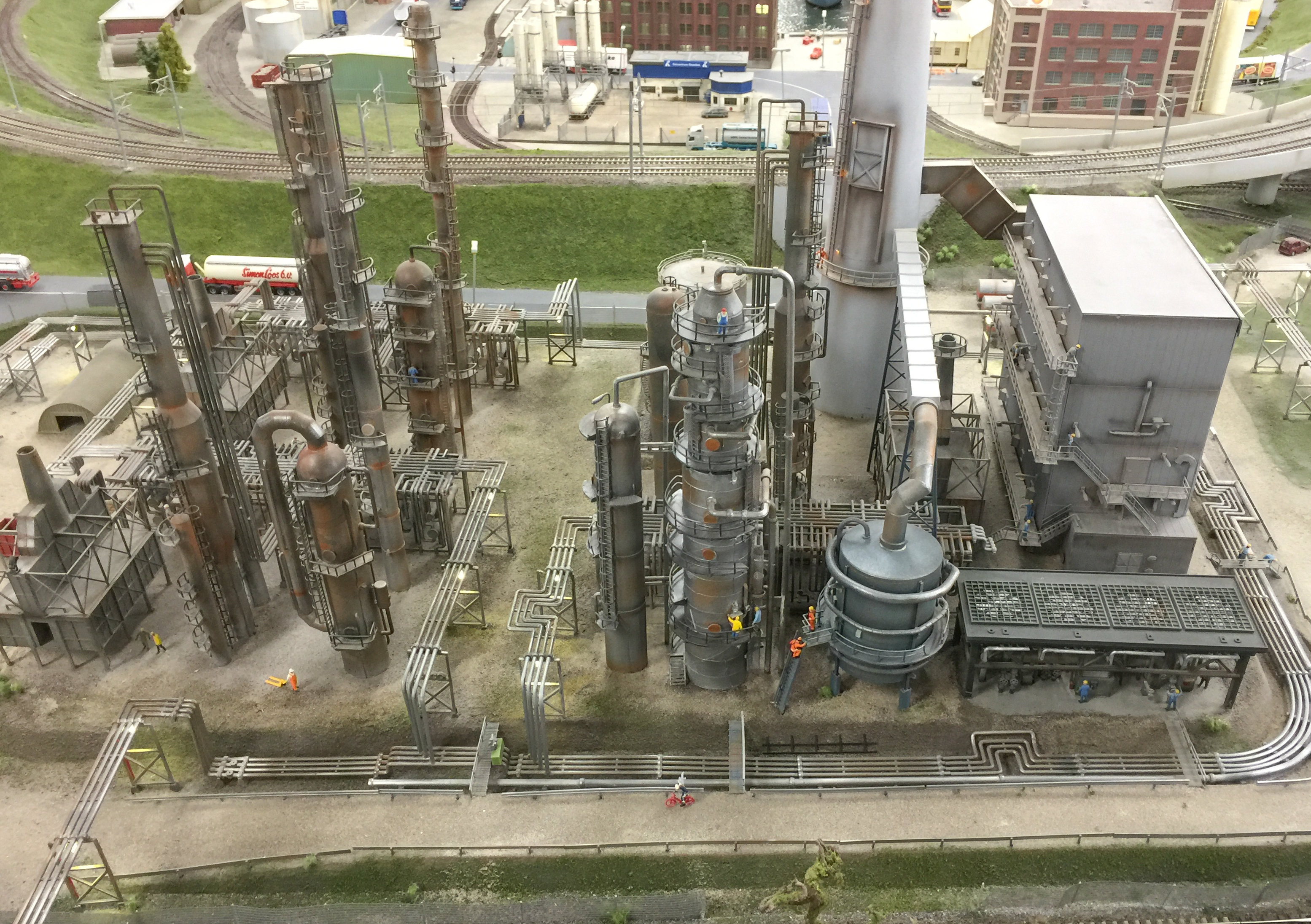
Raffinaderij
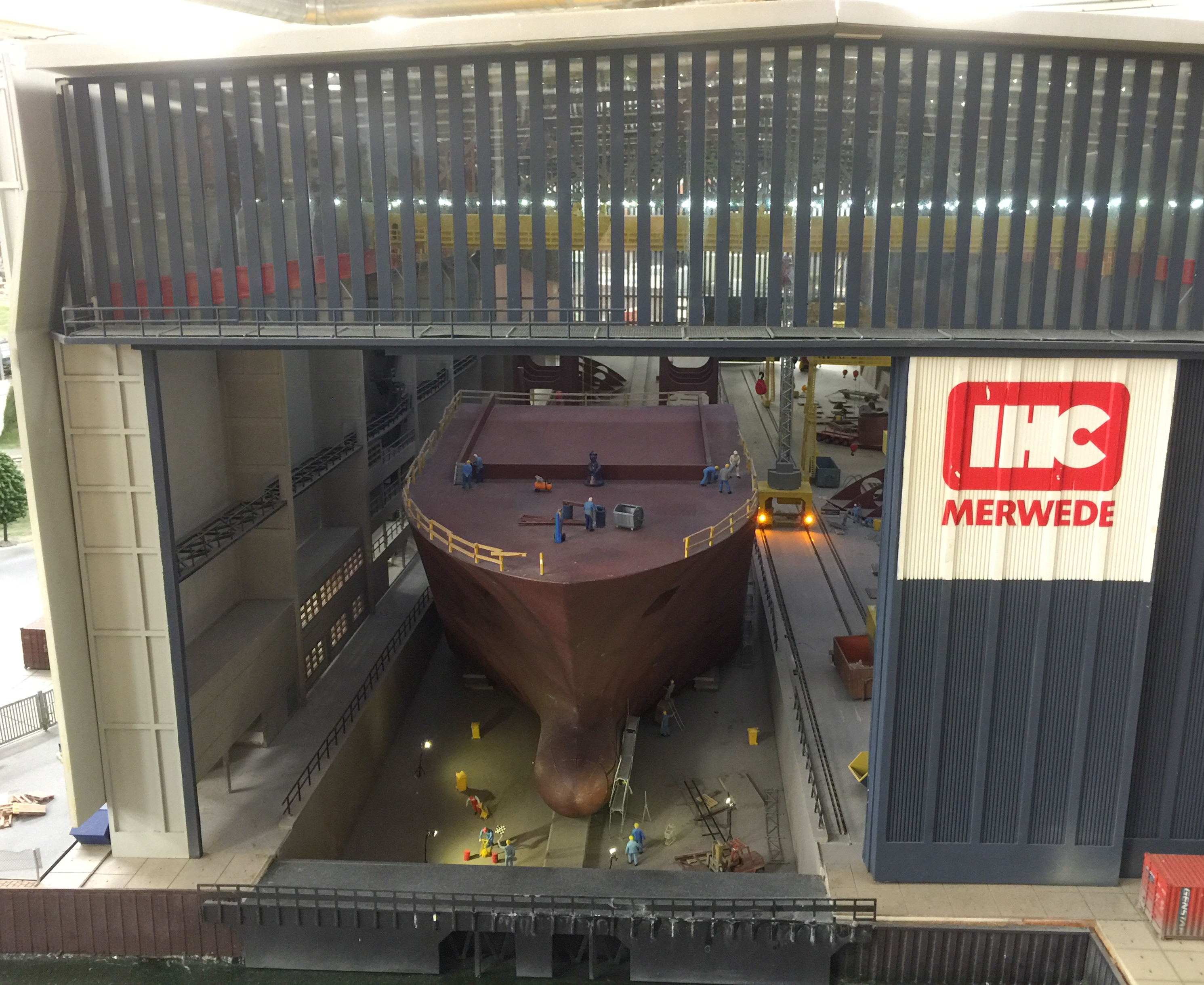
Scheepswerf
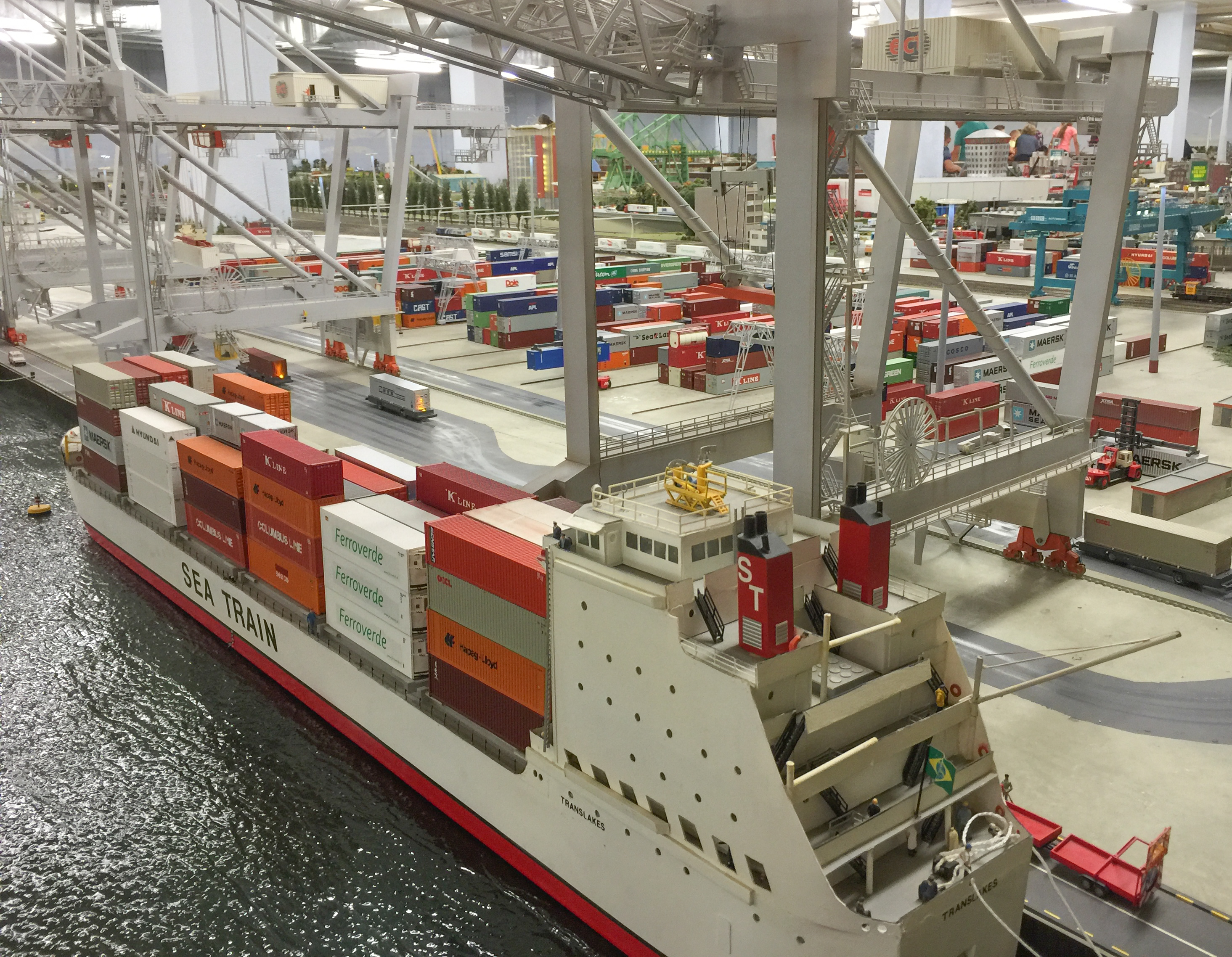
Containeroverslag
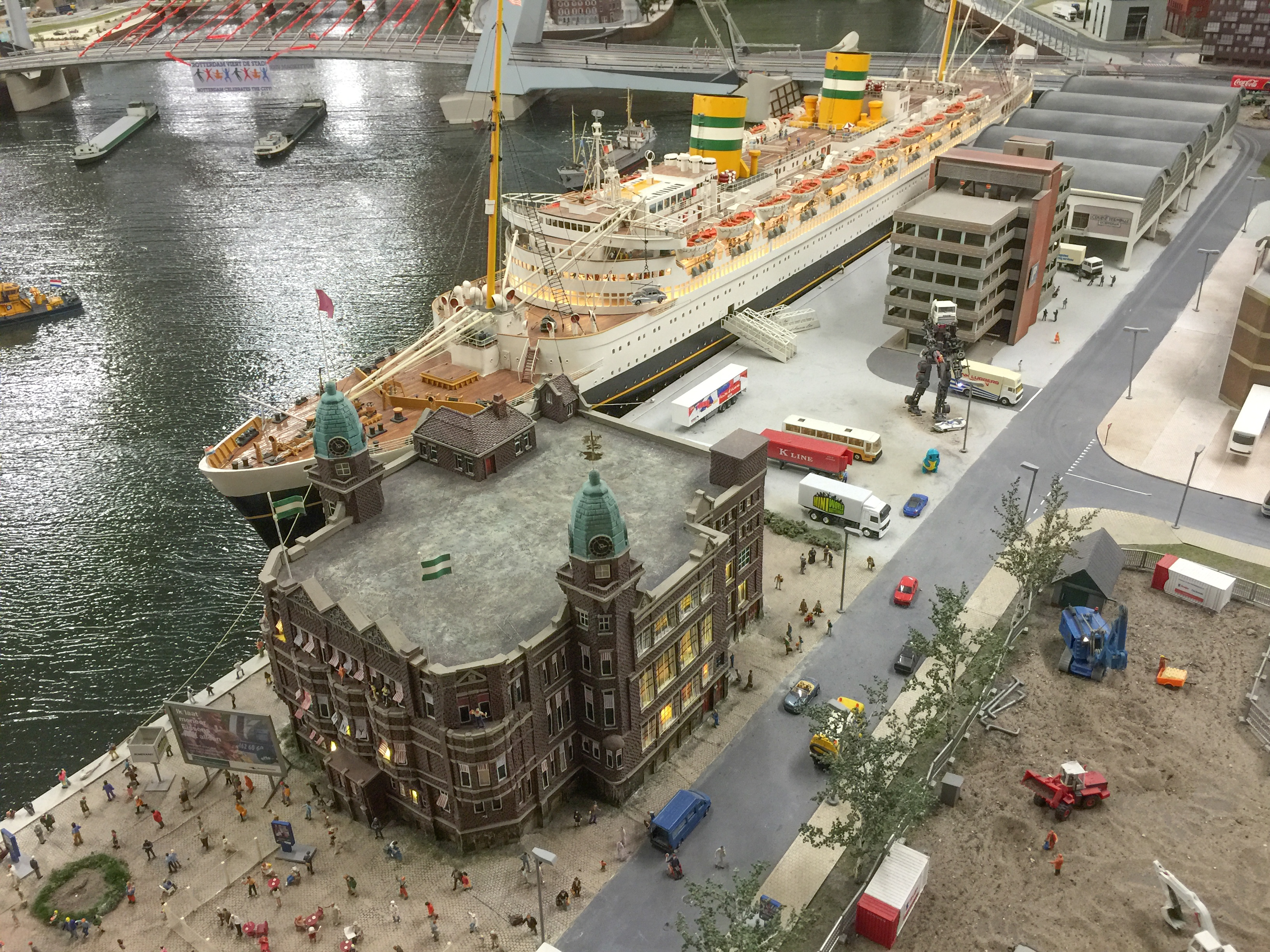
Holland-Amerika Lijn en groot passagiersschip
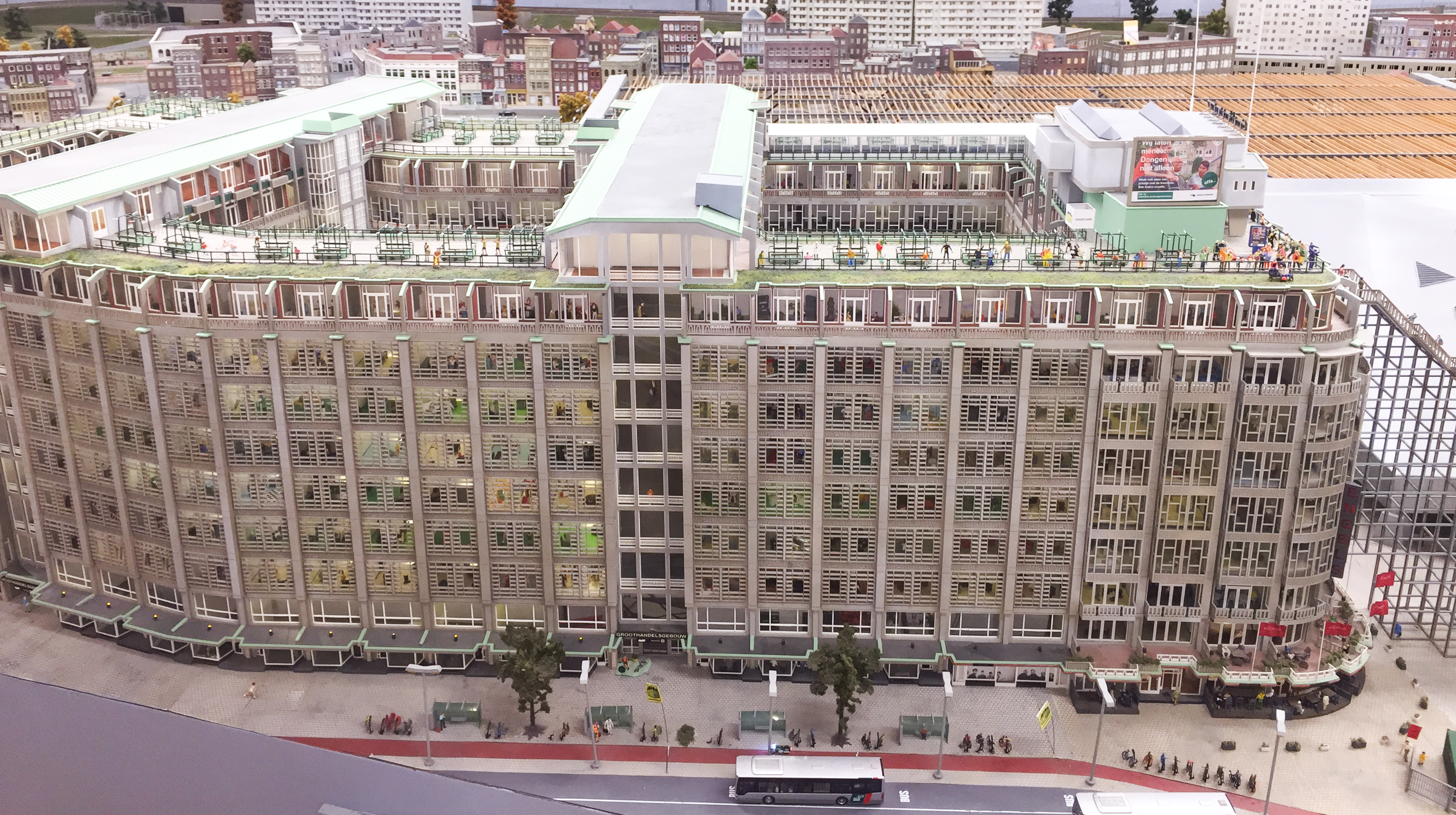
Groothandelsgebouw
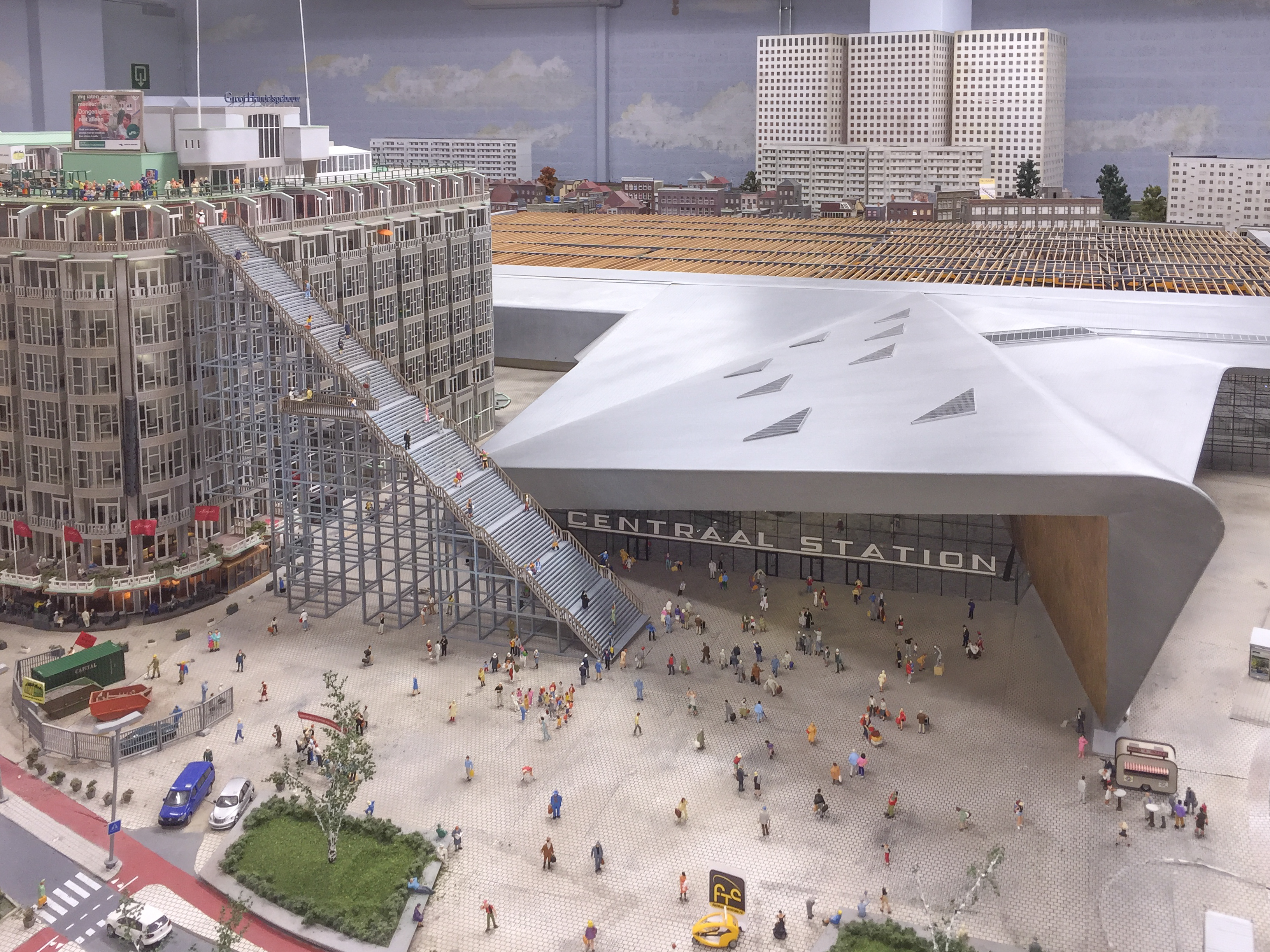
Station Rotterdam Centraal, met tijdelijke trap naar het Groothandelsgebouw (2016 16 mei- 19 juni)
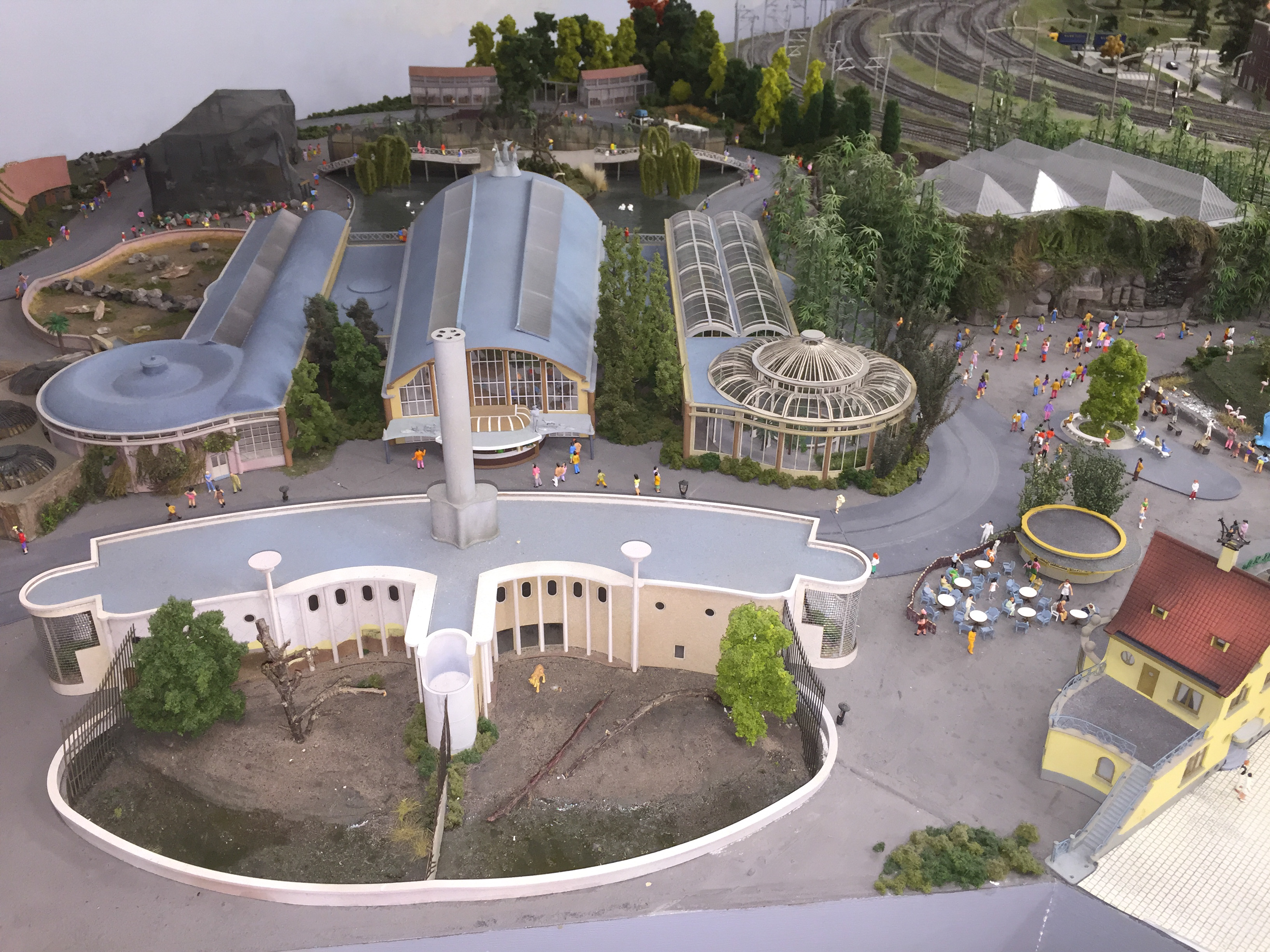
Diergaarde Blijdorp
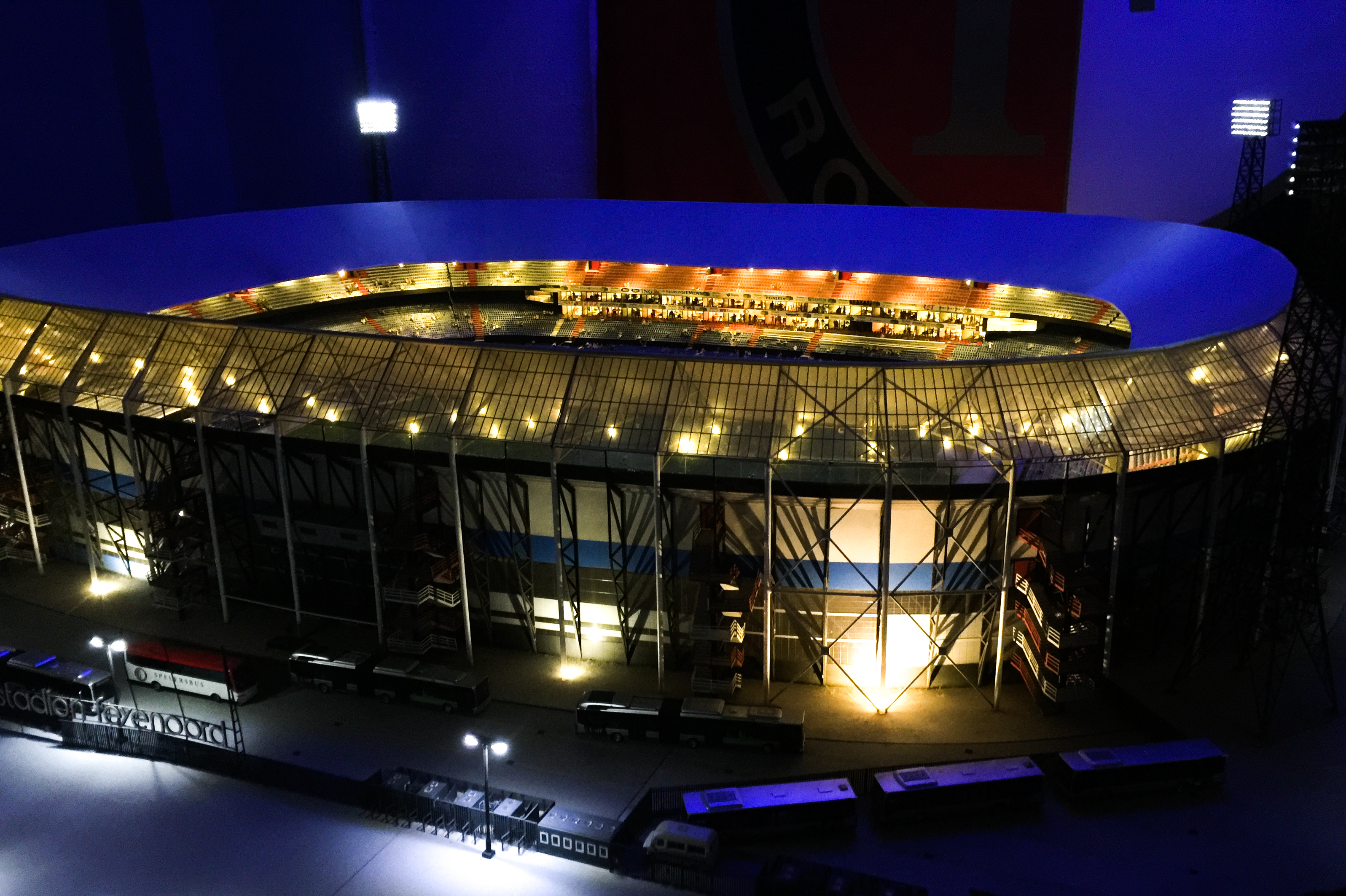
Stadion 'De Kuip'
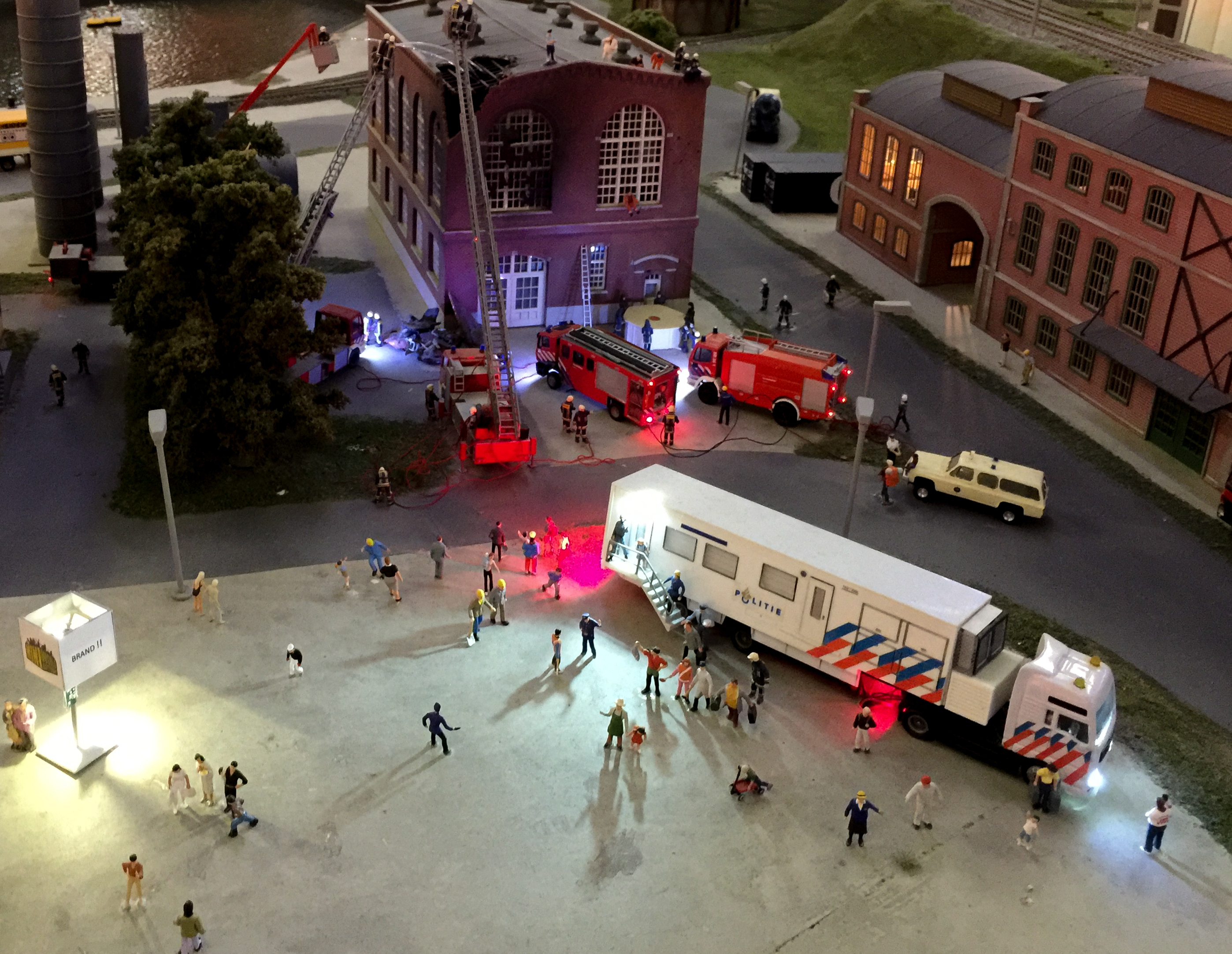
Brand
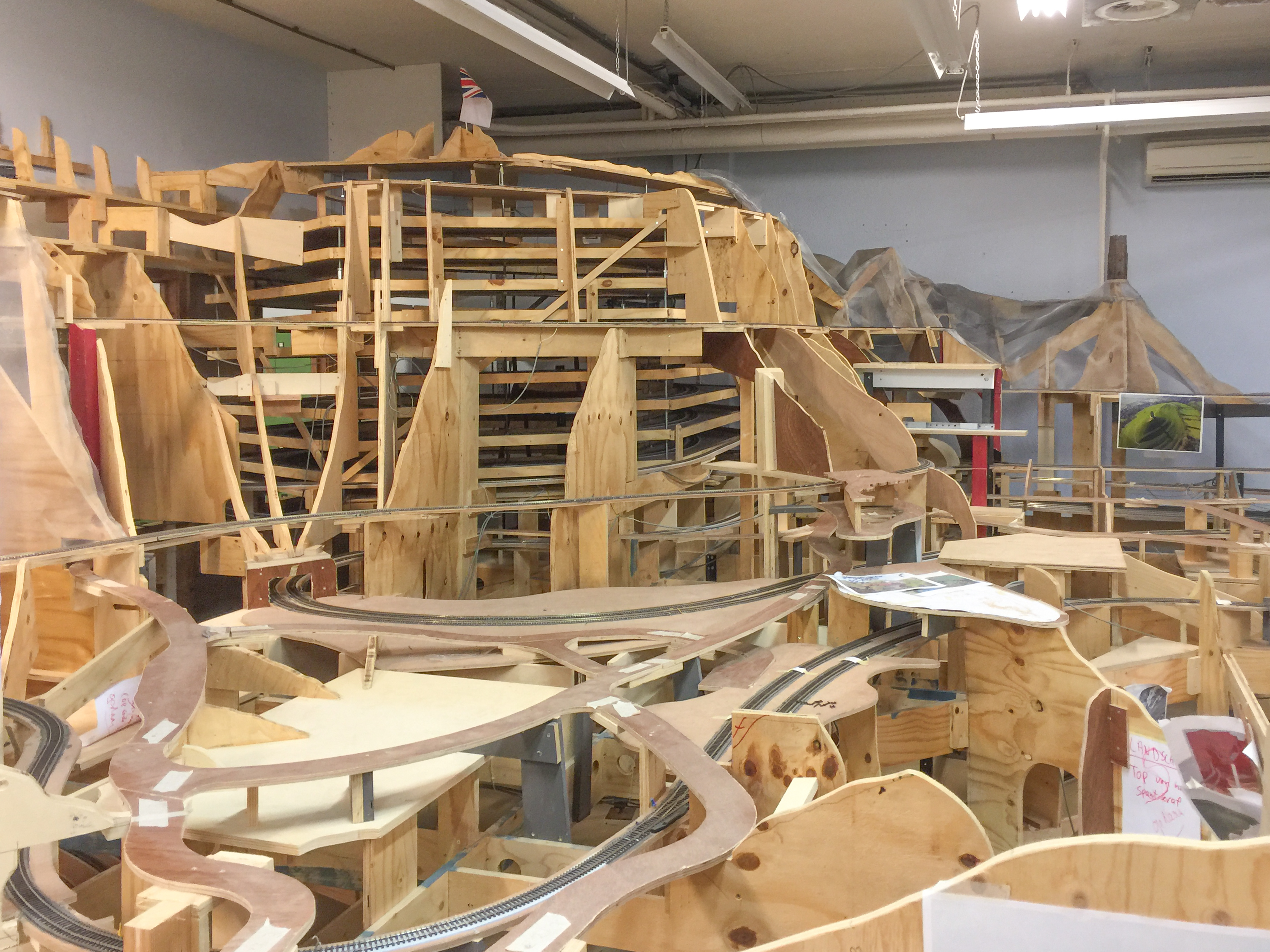
Nieuwe sectie in opbouw, thema Engeland en Schotland (Aug 2016)